# Ә
Ә ә (itálico: Ә ә) é uma letra da escrita cirílica.